# 대한민국 민법 제505조
대한민국 민법 제505조는 신채무에의 담보이전에 대한 민법 채권법 조문이다.

## 조문
제505조(신채무에의 담보이전) 경개의 당사자는 구채무의 담보를 그 목적의 한도에서 신채무의 담보로 할 수 있다. 그러나 제삼자가 제공한 담보는 그 승낙을 얻어야 한다.

第505條(新債務에의 擔保移轉) 更改의 當事者는 舊債務의 擔保를 그 目的의 限度에서 新債務의 擔保로 할 수 있다. 그러나 第三者가 提供한 擔保는 그 承諾을 얻어야 한다.

## 참고 문헌
- 오현수, 일본민법, 진원사, 2014. ISBN 9788963463452
- 오세경, 대법전, 법전출판사, 2014 ISBN 9788926210277
- 이준현 , LOGOS 민법 조문판례집, 미래가치, 2015. ISBN 9791155020869